# Đầm lầy rừng ngập mặn

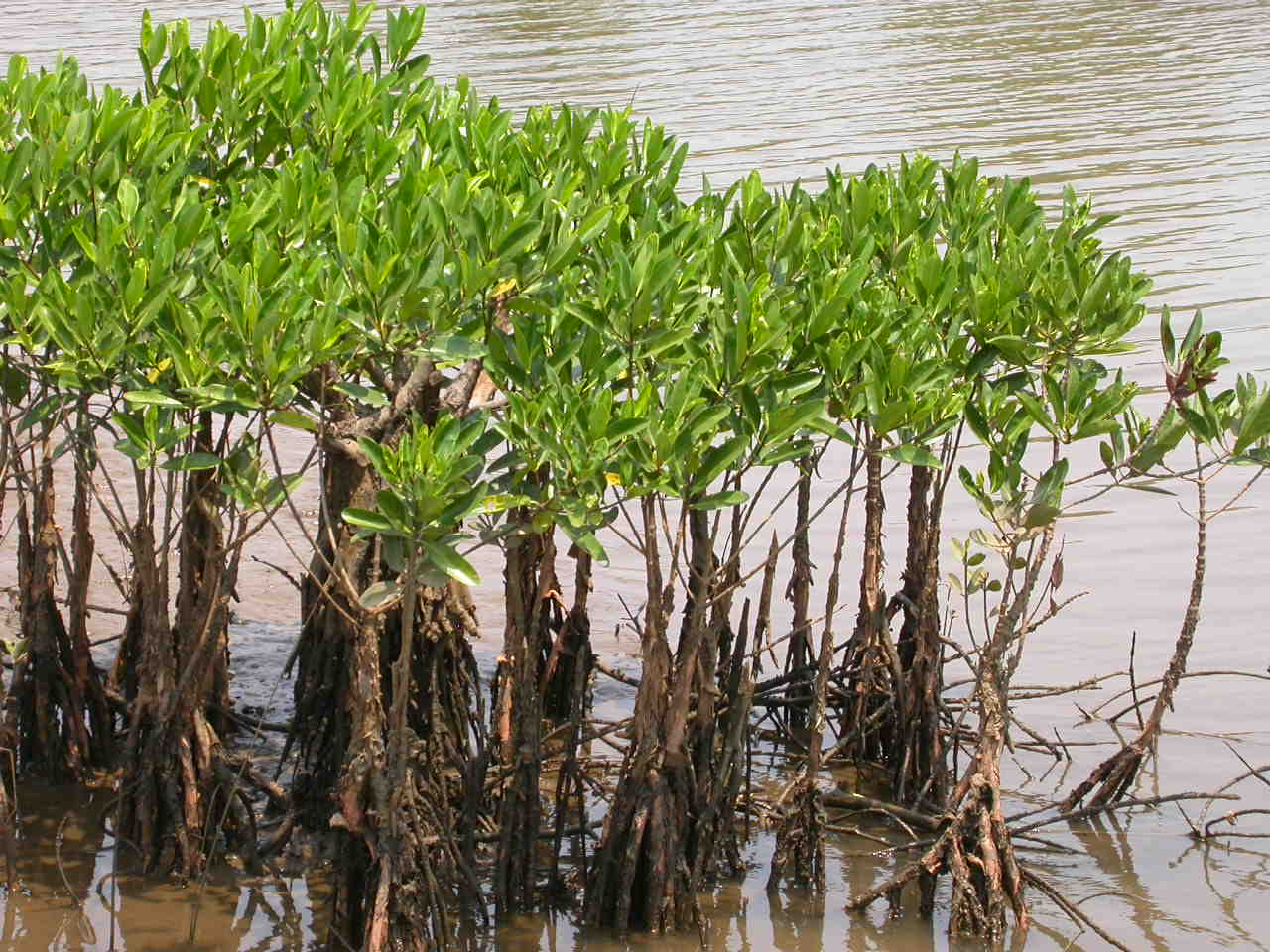
Rừng ngập mặn ở Kannur, Ấn Độ.

Đầm lầy rừng ngập mặn là một môi trường sống rừng thưa hay đất bụi rậm mặn khác biệt được hình thành bởi các loài cây rừng ngập mặn. Chúng được đặc trưng bởi môi trường ven biển trầm tích, nơi các trầm tích mịn (thường có hàm lượng hữu cơ cao) tập hợp lại trong các khu vực được bảo vệ khỏi tác động của sóng năng lượng cao. Các điều kiện mặn mà các loài cây ngập mặn khác nhau chịu đựng được dao động từ nước lợ, qua nước biển thuần túy (3 đến 4%), đến nước cô đặc do bay hơi đến hơn 2 lần độ mặn của nước biển (lên đến 9%).

## Các khu bảo tồn chim
Đầm lầy rừng ngập mặn là nhà và là khu bảo tồn của hàng ngàn loài thủy điểu, ví dụ như các khu bảo tồn: 
- Khu bảo tồn chim hồ Pulicat
- Khu bảo tồn chim Mangalavanam
- Khu bảo tồn chim Salim Ali
- Pichavarama
- Khu bảo tồn động vật hoang dã Coringa
- Vườn quốc gia Sundarbans

## Bảo vệ bờ biển tự nhiên
Đầm lầy rừng ngập mặn bảo vệ các khu vực ven biển khỏi xói mòn, nước dâng do bão (đặc biệt là trong bão) và sóng thần. Các hệ thống rễ khổng lồ của rừng ngập mặn có hiệu quả trong việc làm tiêu tán năng lượng sóng. Tương tự như vậy, chúng làm chậm nước thủy triều đủ để trầm tích của nó bị lắng đọng khi thủy triều tràn vào, để lại tất cả ngoại trừ các hạt mịn khi thủy triều rút. Theo cách này, các rừng ngập mặn xây dựng môi trường của riêng chúng. Do tính độc đáo của hệ sinh thái rừng ngập mặn và khả năng bảo vệ chống xói mòn mà chúng cung cấp, chúng thường là đối tượng trong các chương trình bảo tồn, bao gồm các kế hoạch hành động đa dạng sinh học quốc gia.
Giá trị bảo vệ của đầm lầy rừng ngập mặn đôi khi được cường điệu hóa. Năng lượng sóng thường thấp ở những khu vực có rừng ngập mặn phát triển, vì vậy ảnh hưởng của chúng đối với xói mòn chỉ có thể được đo lường trong thời gian dài. Khả năng hạn chế xói mòn do sóng năng lượng cao của chúng bị giới hạn trong các sự kiện như nước dâng do bão và sóng thần. Xói mòn thường xảy ra ở phía bên ngoài của các khúc cua trong các dòng sông chảy qua rừng ngập mặn, trong khi các khu rừng ngập mặn mới xuất hiện ở phía bên trong nơi trầm tích đang tích tụ.